# Птицы-мыши (род)
Пти́цы-мы́ши (лат. Colius) — род птиц из одноимённого семейства, в который включают 4 современных и 1 вымерший вид. По сравнению с родом Urocolius, объединяющим два других современных вида семейства, птицы-мыши рода Colius хуже приспособлены к полёту, у них менее развито крыло и более длинная цевка, а также отсутствует красная маска на «лице».

## Описание
Небольшие птицы с длинным, довольно широким и ступенчатым хвостом и короткими круглыми крыльями. Оперение преимущественно серого или коричневого цвета. На «лице» часто присутствует оперение. . Общая длина составляет 30—40 см, из которых 20—30 см приходится на хвост. Масса тела — 30—80 г.
Сравнивая скелеты Colius и Urocolius, Филиппа Хаархофф (Philippa J. Haarhoff), обнаружившая в Танзании остатки птиц-мышей, восходящие к позднему плиоцену, отметила, что у Urocolius все особенности скелета более «скульптурны» по сравнению с Colius. Обычно у птиц-мышей рода Colius 12 первостепенных маховых перьев, исключение составляет ? у которой их 10. Клюв прямой.

## Распространение
Селятся в зарослях кустарников и лесах. Обитают на обширных территориях Африки южнее пустыни Сахары. Ареалы белоспинной и бурокрылой птицы-мыши пересекаются, при этом птицы предпочитают разную среду обитания: белоспинную птицу-мышь чаще можно встретить на засушливых участках, а бурокрылую — умеренно влажных.
Обнаруженные во Франции в регионах Sansan и Grive-Saint-Alban остатки Necrornis palustris, которые восходят к среднему миоцену Мликовский отнёс к роду Colius. Голотипом стал дистальный конец правого trasometatarsus. Среди около 30 тысяч костей птиц, обнаруженных в Танзании на Olduvai Gorge в 1960—1962 годы, 57 принадлежат представителям отряда птиц-мышей. Большинство костей Philippa J. Haarhoff отнесла к роду Colius. На основании Калий-аргоновое датирование возраст находок был определён как 1,72 — 1,83 млн лет; таким образом, фоссилии относятся к позднему плиоцену. Возможно, найденный в Танзании Colius является предком бурокрылой птицы-мыши.

## Питание
В рацион питания входят разнообразные плоды деревьев, листья, почки, бутоны, цветы и нектар, а также насекомые.

## Размножение
Птенцы рождаются почти голыми и слепыми. У птенцов птиц-мышей рода Colius отсутствуют отметины у основания клюва, которые характерны для птенцов птиц-мышей рода Urocolius.

## Систематика
Род был описан Бриссоном в 1760 году. Научное название Colius по разным версия может происходить от слова keleos — греческого названия дятла, или от греческого koloios — галка, или же от греческого koleos — в переводе означающего ножны.
В середине XX века многие авторы относили всех современных птиц-мышей к роду Colius. Кроме того, представители рода Colius обладают 12-ю широкими рулевыми перьями, в то время как у птиц-мышей рода Urocolius 10 узких и острых рулевых перьев. Лучше приспособленные к полёту птицы-мыши рода Urocolius предпочитают более открытые пространства, в то время как Colius чаще живут в лесах, у них более сильные ноги, которые позволяют им лучше карабкаться. Белоголовая птица-мышь обладает 10-ю рулевыми перьями, что делает её похожей на Urocolius, кроме того, она также предпочитает засушливые территории с густыми колючими кустарниками. На этом её сходство с Urocolius заканчивается и учёные относят вид к Colius. Бурокрылая и красноспинная птицы мыши образуют надвид, который находится в близком родстве с белоспинной птицей-мышью. В энциклопедии The Birds of Africa сказано, что красноспинная птица-мышь и географически, и морфологически расположена между бурокрылой и белоспинной, а все вместе они образуют «кольцо».
Международный союз орнитологов относит к роду Colius четыре современных вида:
| Современные виды                                  | Современные виды         | Современные виды | Современные виды                                       | Современные виды                             |
| Научное название                                  | Русское название         | Изображение      | Описание                                               | Распространение                              |
| ------------------------------------------------- | ------------------------ | ---------------- | ------------------------------------------------------ | -------------------------------------------- |
| Colius castanotus J. Verreaux & E. Verreaux, 1855 | Красноспинная птица-мышь |                  | Общая длина — 30—38 см; масса — 39—82 г; нет подвидов. | Обитает на западе Анголы.                    |
| Colius colius (Linnaeus, 1766)                    | Белоспинная птица-мышь   |                  | Общая длина — 29—32 см; масса — 31—59 г; два подвида.  | Обитает в Намибии, Ботсване и ЮАР.           |
| Colius leucocephalus Reichenow, 1879              | Белоголовая птица-мышь   |                  | Общая длина — 29—31 см; масса — 35 г; два подвида.     | Обитает в Эфиопии, Сомали, Кении и Танзании. |
| Colius striatus Gmelin, 1789                      | Бурокрылая птица-мышь    |                  | Общая длина — 30—36 см; масса — 36—80 г; 17 подвидов.  | Обитает в Африке к югу от Сахары.            |

К роду птиц-мышей также принадлежит вымерший вид † Colius palustris (останки датируются средним миоценом, найдены в Сансан во Франции)